# André Jobin (Comicautor)

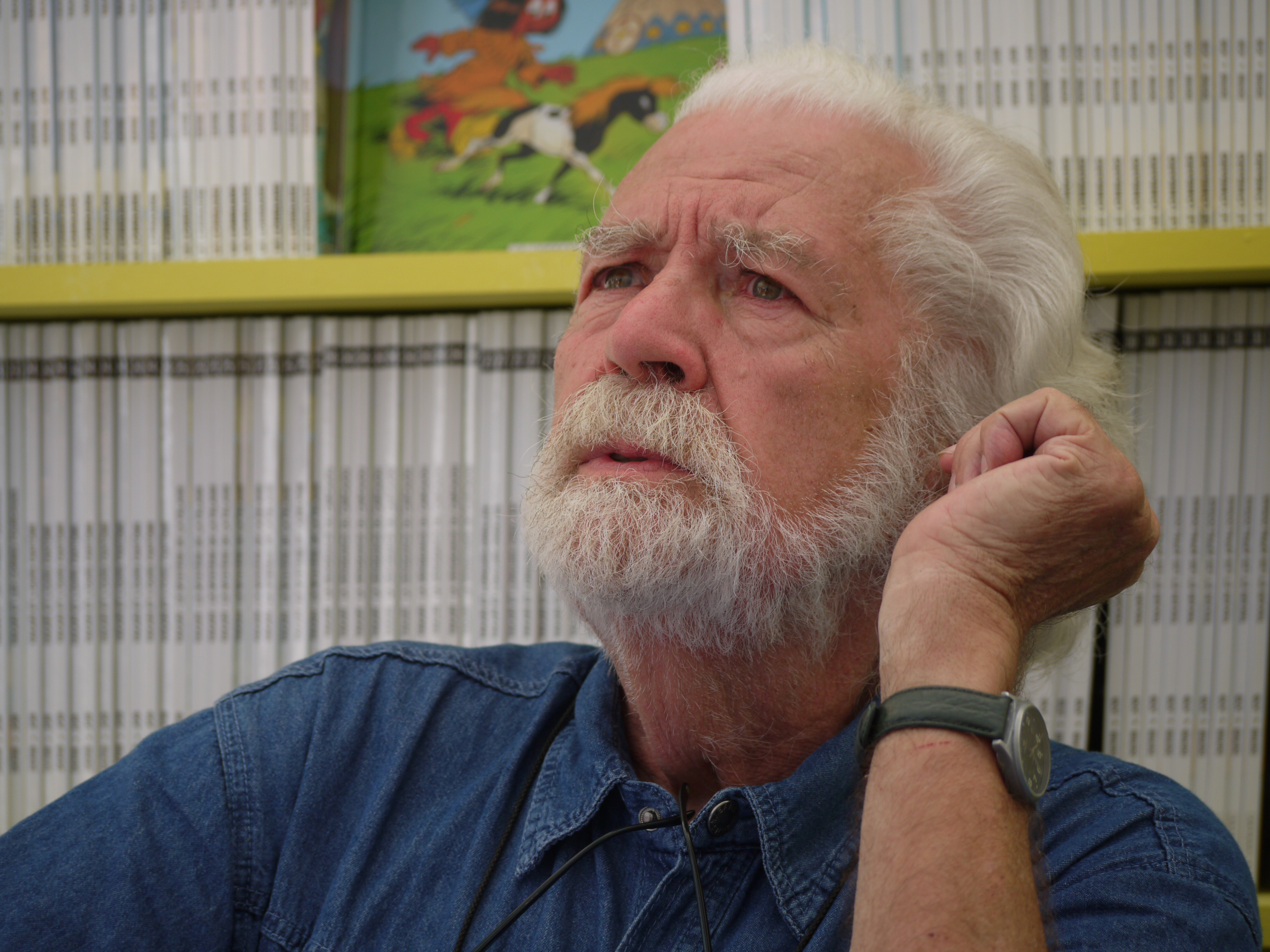
Job 2013

André Jobin (* 25. Oktober 1927 in Delémont, Kanton Bern, Schweiz; † 8. Oktober 2024), alias Job, war ein schweizerisch-französischer Comic-Szenarist.

## Leben
Jobin absolvierte eine Journalistenschule und erstellte erst 1966 sein erstes Szenario.
Er wurde vor allem durch die Szenarios zu Yakari – Geschichten über einen kleinen Indianerjungen, der in der Lage ist, mit Tieren zu sprechen – bekannt. Darüber hinaus lieferte er die Texte zu Deribs Comic Die Abenteuer von Pythagoras (Les Aventures de Pythagore et cie).
Diese kurzlebige Funny-Reihe über einen Uhu, der ein naturwissenschaftliches Genie, aber ein miserabler Flieger ist und nach einem überstandenen Abenteuer regelmäßig Schnaps trinkt, erschien ursprünglich Mitte der 1960er Jahre in der welsch-schweizerischen Schulzeitschrift Le Crapaud à Lunettes, und Ende der 1960er Jahre im Magazin Spirou. In Deutschland wurden erst zu Beginn der 1980er Jahre vom Carlsen-Verlag drei Bände von Pythagoras herausgebracht.
2016 übergab Job Yakari an den von Le Lombard vorgeschlagenen Autor Joris Chamblain. Bereits im Band 39 Der Tag des Schweigens arbeitete Chamblain mit Job am Scenario.